# Ивановский сельсовет (Ивановский район)
Ива́новский сельсове́т — упразднённое сельское поселение в Ивановском районе Амурской области.
Административный центр — село Ивановка.

## История
Решением Амурского облисполкома № 380 от 29 августа 1984 года
в связи с образованием на территории Ивановского сельсовета нового колхоза «Луч» и в целях улучшения обслуживания населения сел и оперативного руководства деятельностью колхозов «Родина» и «Луч» Ивановский сельсовет был разукрупнён и в Ивановском районе образованы
Ивановский сельсовет в составе сел Ивановка и Крещеновка с центром в селе Ивановка; Дмитриевский сельсовет в составе сел Дмитриевка и Луговое с центром в селе Дмитриевка.
16 февраля 2005 года в соответствии с Законом Амурской области № 440-ОЗ муниципальное образование наделено статусом сельского поселения. 30 июня 2008 года законом Амурской области N 75-ОЗ упразднен Успеновский сельсовет, его территория включена в состав территории Ивановского сельсовета.
Упразднён в январе 2021 года в связи с преобразованием муниципального района в муниципальный округ.

## Население
| 2002  | 2010  | 2011  | 2012  | 2013  | 2014  | 2015  | 2016  |
| ----- | ----- | ----- | ----- | ----- | ----- | ----- | ----- |
| 7287  | ↗7475 | ↘7443 | ↗7455 | ↘7396 | ↘7226 | ↘7171 | ↗7188 |
| 2017  | 2018  |       |       |       |       |       |       |
| ↘7129 | ↗7156 |       |       |       |       |       |       |

## Состав сельского поселения
| № | Населённый пункт | Тип населённого пункта       | Население |
| - | ---------------- | ---------------------------- | --------- |
| 1 | Вознесеновка     | село                         | ↗5        |
| 2 | Ивановка         | село, административный центр | ↗6516     |
| 3 | Крещеновка       | село                         | ↘166      |
| 4 | Луговое          | село                         | ↗234      |
| 5 | Успеновка        | село                         | ↘363      |